# 孔雀寶座

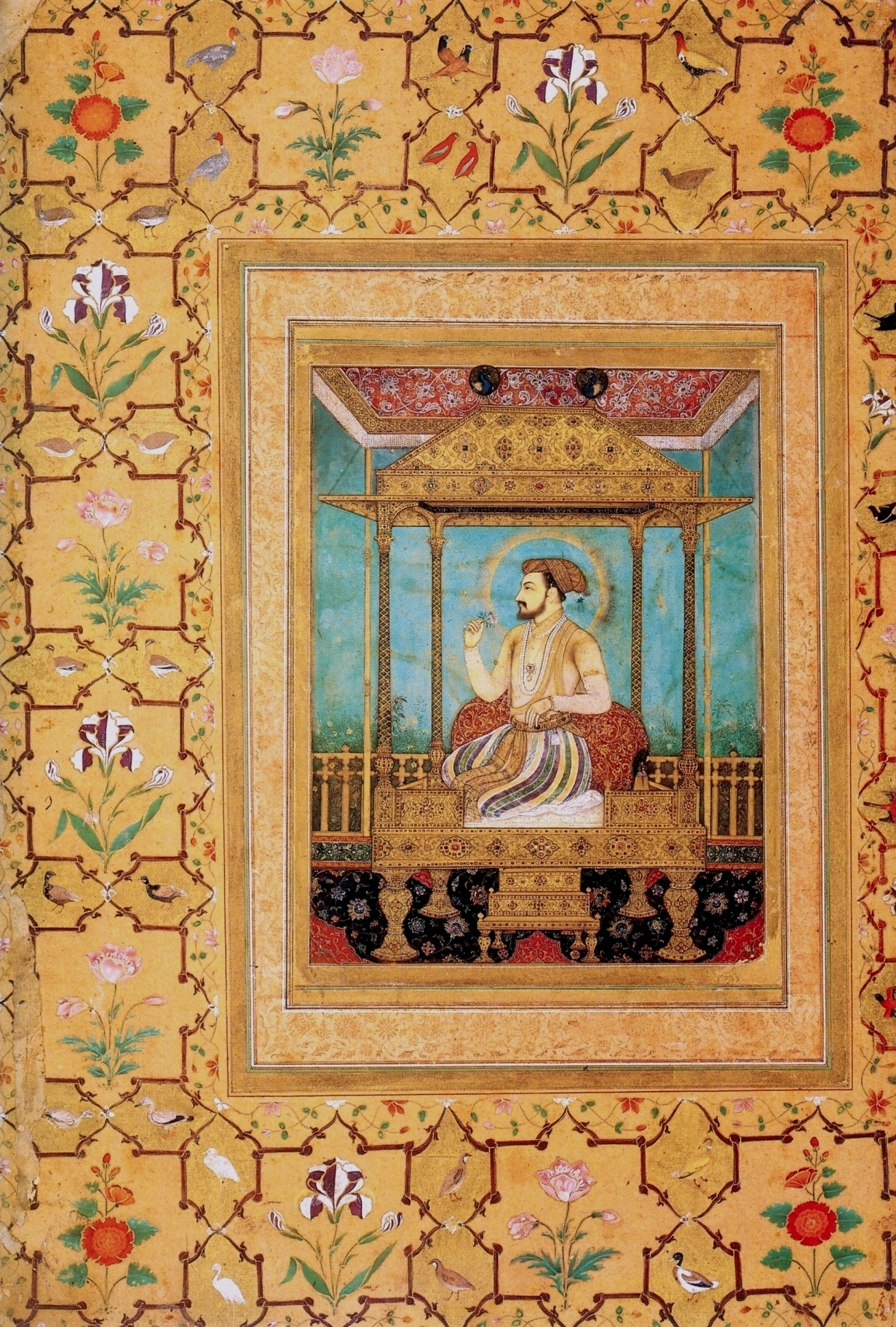
沙賈汗坐在孔雀寶座上

孔雀寶座（烏爾都語： تخت طائوس，波斯語：تخت طاووس，拉丁化：Takht-e-Tavous），是蒙兀兒帝國王座的名稱。沙賈汗為首次建造孔雀寶座的君主。孔雀寶座的名字來自它的外型，寶座的後方立有兩隻孔雀造型的飾品，孔雀的尾羽開啟，並且以藍寶石、紅寶石、祖母綠、珍珠和不同寶石作為裝飾。
孔雀寶座於1739年納迪爾沙入侵時被他搶走帶回伊朗。雖然納迪爾沙遇刺身亡後寶座失蹤（可能在戰亂中被拆解），但後來孔雀寶座一詞也用於代稱納迪爾沙至穆罕默德·禮薩·巴列維這段時期的伊朗王位。
在莫卧兒帝國失去了其最輝煌的象徵之一之後，一個更便宜的、程式化的孔雀王座複製品被創造出來，但遠比不上原來的輝煌。